# Montereytall
Montereytallen (Pinus radiata) är en tall som växer inom ett begränsat område på Nordamerikanska västkusten och har ganska beskedlig storlek. Den har införts i skogsbruk i tempererade trakter världen runt och bildar då ytterst resliga former.  
Arten har flera från varandra skilda populationer. Några växer i Kalifornien i San Mateo County, Santa Cruz County, Monterey County och San Luis Obispo County. Andra populationer hittas på Guadalupeön och Cedrosön (båda Mexiko). Trädet växer i låglandet och i låga bergstrakter upp till 1000 meter över havet.
Undervegetationen utgörs på öarna av små träd eller buskar som Quercus tomentella på Guadalupeön samt Juniperus californica på Cedrosön. På fastlandet bildar arten ofta skogar tillsammans med barrträd som Cupressus macrocarpa och Pinus attenuata eller med lövträd som Arbutus menziesii och Quercus agrifolia.
Artens frön mognar bäst i samband med bränder. Ifall bränder inte infinner sig undanträngs montereytallen av douglasgranen (Pseudotsuga menziesii). Under historien fälldes många exemplar i samband med skogsbruk. Även svampsjukdomar och getter som gnager på barken kan skada populationen. Utbredningsområdet är mycket begränsat. IUCN listar arten som starkt hotad (EN).
Arten har dock kommit att användas för skogsproduktion i stor skala i bl.a. Nya Zeeland, Australien och Sydamerika.